# Tomoplagia trivittata
Tomoplagia trivittata är en tvåvingeart som först beskrevs av Lutz och Lima 1918.  Tomoplagia trivittata ingår i släktet Tomoplagia och familjen borrflugor. Inga underarter finns listade i Catalogue of Life.